# Cotinusa dimidiata
Cotinusa dimidiata är en spindelart som beskrevs av Simon 1900. Cotinusa dimidiata ingår i släktet Cotinusa och familjen hoppspindlar. Inga underarter finns listade i Catalogue of Life.